# Sauer 38H
La Sauer 38H, o spesso semplicemente H, fu una piccola pistola semiautomatica prodotta dalla Germania nazista dal 1938 fino alla fine della guerra negli stabilimenti della J. P. Sauer & Sohn, siti in Suhl, Germania.

## Contesto
La Sauer sviluppò la 38H prendendo spunto dalle sue pistole precedentemente realizzate per poter contrastare commercialmente i prodotti di altre aziende come la Mauser e la Walther. Tuttavia, con lo scoppio della guerra, molte 38H furono assegnate a vari agenti di polizia ed anche alla Luftwaffe e tali armi furono marchiate con gli stemmi dei vari dipartimenti. Le 38H assegnate ad ufficiali nazisti furono spesso personalizzate con incisioni, impugnature in avorio e intarsi in oro. Tali pistole così personalizzate sono articoli molto ricercati dai collezionisti; per esempio, nel settembre 2004, la casa d'aste Rock Island Auction Company ha venduto una Sauer 38H appartenuta a Josef Dietrich per ben 43.125,00 dollari americani.
La Sauer 38H fu realizzata in tre modelli base. Generalmente la prima versione riporta la dicitura JP Sauer und Sohn sul lato sinistro, mentre la seconda ha impresso solo CAL 7.65 e la terza versione omette del tutto il meccanismo di sicurezza per l'armamento/abbattimento del cane unito ad una realizzazione più rozza; infatti verso la fine della guerra le armi furono molto semplificate per abbattere i costi e tempi di produzione mantenendo però sempre un perfetto funzionamento.
Lo spirito della Sauer 38H tutt'oggi vive in moderne produzioni come la SIG Sauer P232 e la sua versione precedente, la SIG Sauer P230.

## Dettagli tecnici
La lettera H presente nel nome indica che la pistola utilizza un cane interno, piuttosto che visibilmente esterno come i precedenti modelli. Altre caratteristiche sono: un grilletto tradizionale a doppia azione, un caricatore monofilare e la molla di ricarica che avvolge la canna fissa. Una caratteristica rivoluzionaria per l'epoca fu l'utilizzo di un sistema che permetteva di armare o disarmare il cane in completa sicurezza per un trasporto più sicuro. Per capire se l'arma era armata o meno bastava guardare il grilletto, uno spazio vuoto maggiore indicava un cane armato mentre un piccolo perno posizionato sulla parte posteriore del carrello indicava che vi era una cartuccia in canna. Altra caratteristica degna di nota fu la capacità dell'arma di disattivare il grilletto se il caricatore non era inserito correttamente nella propria sede.
L'impugnatura della pistola era ricoperta con bachelite sagomata e incisa in modo tale da aumentare la presa. Su tutte le impugnature originali si può leggere da entrambi i lati la sigla SUS che significa naturalmente Sauer und Sohn.
La Sauer 38H fu realizzata per utilizzare munizioni del tipo .32 ACP, ma esistono rari esemplari che utilizzano il calibro .380 ACP e il .22 LR.